# Lợn hươu
Lợn hươu (tiếng Indonesia: babirusa) là 1 chi (sinh học), Babyrousa, thuộc họ lợn (Suidae) phân bố tại khu vực Wallacea, cụ thể tại những đảo của Indonesia như Sulawesi, Togian, Sula và Buru. Tất cả thành viên của chi này từng được xét là thành phần của một loài đơn nhất cho đến năm 2002, lợn hươu, B. babyrussa, sau khi phân chia thành nhiều loài riêng biệt, danh pháp khoa học được giới hạn cho lợn hươu Buru từ đảo Buru và Sula, nhưng ngược lại loài được biết đến nhiều nhất, lợn hươu Sulawesi phía bắc, đặt danh pháp B. celebensis. Nếu một con lợn hươu không mài răng nanh của nó (có thể đạt được thông qua hoạt động thường xuyên), cuối cùng có thể khiến cho răng nanh dài ra rồi đâm vào hộp sọ con vật.

## Loài
Chi này gồm các loài:
- Lợn hươu Buru (B. babyrussa)
- Lợn hươu Bola Batu (B. bolabatuensis)
- Lợn hươu Sulawesi phía bắc (B. celebensis)
- Lợn hươu Togian (B. togeanensis)

## Hình ảnh

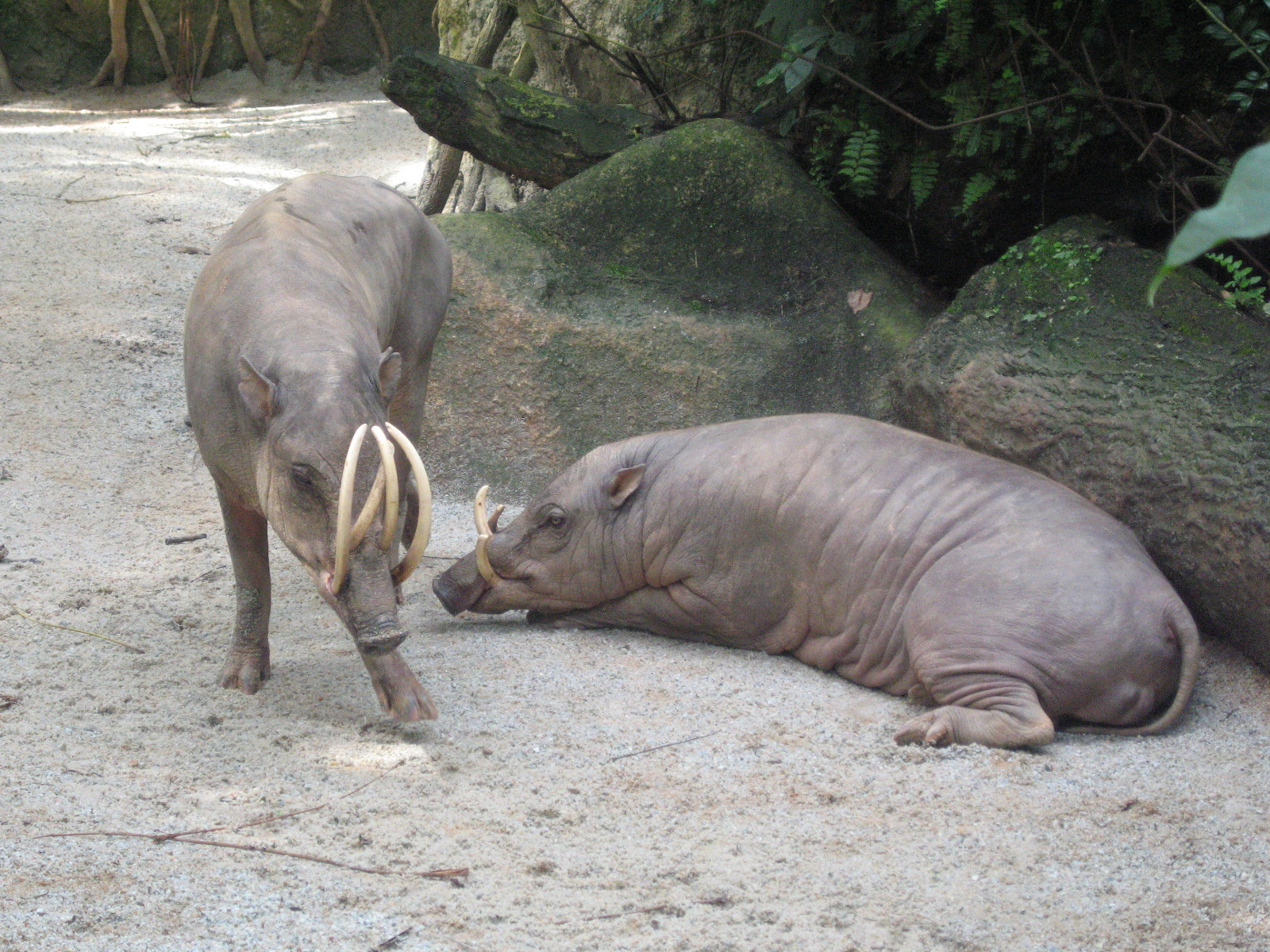
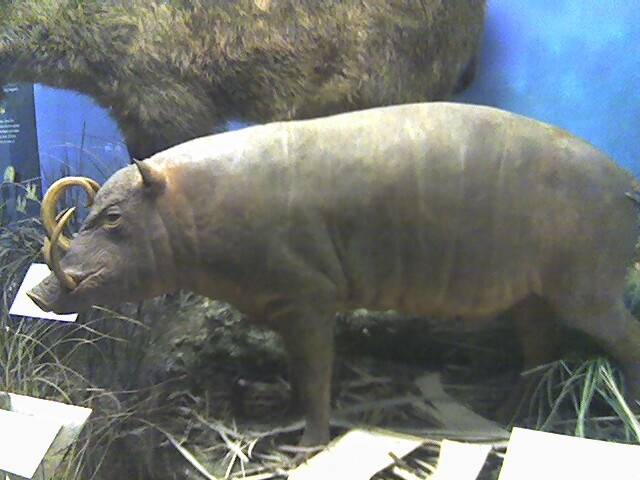